# Episodi di Narcos (prima stagione)
La prima stagione della serie televisiva Narcos, composta da 10 episodi, è stata pubblicata dal servizio on demand Netflix il 28 agosto 2015 in tutti i territori in cui Netflix era disponibile.
In Italia, la stagione è stata resa disponibile da Netflix il 22 ottobre 2015, con l'arrivo della piattaforma nel paese.
| nº | Titolo originale            | Titolo italiano             | Pubblicazione USA | Pubblicazione Italia |
| -- | --------------------------- | --------------------------- | ----------------- | -------------------- |
| 1  | Descenso                    | Discesa                     | 28 agosto 2015    | 22 ottobre 2015      |
| 2  | The Sword of Simón Bolivar  | La spada di Simón Bolívar   | 28 agosto 2015    | 22 ottobre 2015      |
| 3  | The Men of Always           | Gli uomini di sempre        | 28 agosto 2015    | 22 ottobre 2015      |
| 4  | The Palace in Flames        | Il palazzo in fiamme        | 28 agosto 2015    | 22 ottobre 2015      |
| 5  | There Will Be a Future      | Ci sarà un futuro           | 28 agosto 2015    | 22 ottobre 2015      |
| 6  | Explosivos                  | Esplosivi                   | 28 agosto 2015    | 22 ottobre 2015      |
| 7  | You Will Cry Tears of Blood | Piangerai lacrime di sangue | 28 agosto 2015    | 22 ottobre 2015      |
| 8  | La Gran Mentira             | La grande menzogna          | 28 agosto 2015    | 22 ottobre 2015      |
| 9  | La Catedral                 | La Catedral                 | 28 agosto 2015    | 22 ottobre 2015      |
| 10 | Despegue                    | Decollo                     | 28 agosto 2015    | 22 ottobre 2015      |

## Discesa
- Titolo originale: Descenso
- Scritto da: Chris Brancato, Carlo Bernard e Doug Miro
- Diretto da: José Padilha

### Trama
La prima puntata di Narcos si apre in medias res, con un flashforward: In Colombia nel 1989 gli agenti della DEA (agenzia federale antidroga americana creata negli anni 70)  rintracciano da un aereo equipaggiato con apparecchiatura per il rintracciamento delle chiamate una telefonata proveniente da Roberto Ramos detto "Poison", uno dei sicari numero uno di Pablo Escobar e scoprono che da lì a poco si troverà a La Dispensaria, un noto locale notturno di Medellín per passare la serata con donne e alcol. L'informazione viene passata all'agente antidroga statunitense Stephen Murphy che avverte un poliziotto colombiano, il colonnello Carrillo, a cena con un altro agente della Dea, Javier Peña. Carrillo organizza i suoi uomini facenti parte del Search Bloc (una divisione speciale della polizia Colombiana che ha come obiettivo l'eliminazione di Pablo Escobar e di tutti i suoi uomini), si dirige al locale e fa fuoco uccidendo Poison e tutte le altre persone presenti all'interno del locale.
La storia si apre presentando la situazione della produzione della cocaina in Cile negli anni Settanta. Nella nazione nel 1973 la situazione per il narcotraffico è fiorente, ma il dittatore filo-americano Pinochet, che dopo aver fatto un colpo di Stato ed essere salito al governo ordina d'improvviso l'esecuzione di tutti i signori della droga del paese in una fossa comune. Uno di essi però sopravvive, Mateo Moreno, detto Cucaracha, (in spagnolo scarafaggio) e, ritrovandosi libero e senza concorrenza, si trasferisce in Colombia dove trova tre boss locali del contrabbando su cui può appoggiare il traffico della sua cocaina: il suo favorito è Pablo Emilio Escobar Gaviria, un locale trafficante di sigarette, alcol e marijuana ambizioso e abilissimo che vede nella cocaina il balzo di qualità verso la ricchezza. In uno dei tanti viaggi di contrabbando Pablo e il suo inseparabile cugino Gustavo Gaviria dimostrano di aver dalla loro parte tutta la polizia locale e perfino la DAS (l'equivalente colombiana della FBI americana). Inizialmente i militari si oppongono a Pablo che in poco tempo però li convince a farlo passare, asserendo la frase plata o plomo (soldi o piombo), che lo renderà celebre: la scelta tra la corruzione o la morte.
Viene quindi presentato il poliziotto statunitense Steve Murphy, nel 1979 lavora per la dea di Miami ed indaga sul narcotraffico locale. Durante una serata tra amici a giocare a bowling conosce quella che sarà la sua futura moglie. Escobar nel frattempo ha cominciato a collaborare con Cucaracha che reperisce la materia prima dal vicino Perù per poi trasformare il prodotto in un preciso laboratorio chiamato Kitchen nella città di Medellín, luogo natale di Escobar ed entro cui l'uomo ha tutto il suo potere. La cocaina così prodotta viene smerciata in tutta la Colombia, e per la prima volta anche negli Stati Uniti, grazie agli aerei privati di Carlos Lehder, aviatore tedesco-colombiano. Inizia così uno dei più grandi traffici della storia di cocaina verso gli Stati Uniti, in particolare Miami. L'importanza e il potere della cocaina sono tali da far aumentare esponenzialmente la violenza nelle strade.
Tra il 1979 e il 1984 a Miami si consuma una guerra tra gli spacciatori della città (Guerra della droga di Miami) che portò alla morte di tremila persone tra poliziotti e persone legate al narcotraffico. Pablo decide di ampliare la produzione e crea diversi campi di produzione della polvere bianca nel cuore della giungla colombiana, luogo nascosto da satelliti spia ed elicotteri e considerato inaccessibile perfino per le autorità statunitensi. I clan mafiosi degli Ochoa e Gacha presto vengono a sapere del nuovo business redditizio di Escobar e iniziano a collaborare con lui (mantenendo le proprie autonomie), assicurandosi una fetta del ricco mercato della cocaina. Il produttore Cucaracha è pagato miseramente da Pablo e parallelamente lo tradisce, smerciando cocaina a Los Angeles e inviando soffiate agli uomini della DAS: grazie a lui, gli agenti della DAS requisiscono 390 chili di cocaina per un valore di 4 milioni di dollari, scoprendo di essere stati corrotti con una misera percentuale del denaro di Escobar.
Infuriato per l'accaduto, Escobar va a parlare con il tenente della DAS. Ha inizio un diverbio tra i due, e Pablo viene ammanettato e gli viene fatta una foto segnaletica. Escobar e il tenente alla fine giungono a una rinegoziazione dell'accordo, e in cambio Pablo può continuare a smerciare liberamente la sua cocaina per avere il nome del traditore, cioè di Cucaracha: Pablo non esita a freddarlo con una pallottola in testa, mentre il suo spacciatore di fiducia a Miami viene assassinato da "la Quica" (basato su Dandeny Muñoz Mosquera) -uomo fidato di Escobar- proprio mentre Murphy stava per arrestarlo. "La Quica" viene scagionato a breve dal tribunale statunitense grazie al pagamento di una cauzione milionaria.
L'immensa quantità di denaro e droga colombiani ormai sono fuori controllo dalla polizia statunitense, ed il presidente degli Stati Uniti Ronald Reagan dichiara pubblicamente di voler combattere il narcotraffico. È così che l'agente Steve Murphy, insieme a sua moglie, si trasferisce in Colombia, a combattere in prima linea contro il signore dei narcotrafficanti.
- Guest star: Luis Guzmán (José Gonzalo Rodríguez Gacha), Juan Pablo Raba (Gustavo Gaviria), Juan Riedinger (Carlos Lehder), Richard T. Jones (Agente della DEA), A.J. Buckley (Kevin Brady), Luis Gnecco (La Cucaracha), Jon Ecker ("Il Leone").

## La spada di Simón Bolívar
- Titolo originale: The Sword of Simón Bolivar
- Scritto da: Chris Brancato
- Diretto da: José Padilha

### Trama
Siamo nel 1981 e Pablo Escobar è diventato ricchissimo ed ostenta pubblicamente il suo status. Irretito dal cugino Gustavo, Pablo sceglie di cambiare atteggiamento ed ordina di far seppellire il suo denaro (ammontante a svariati miliardi di dollari americani) sottoterra ed in moltissimi nascondigli, contemporaneamente distribuisce denaro senza pretese agli abitanti di Medellin guadagnandosi il soprannome di "Robin Hood Paisá". Nella giungla entrano in scena gli M-19, un gruppo comunista radicale formato da studenti, che, leggendo sulla rivista Forbes, la classifica degli uomini più ricchi del mondo, decidono di sequestrare uno dei membri degli Ochoa, per poi chiederne il riscatto. In un flashblack, viene raccontato che il leader del movimento degli M-19 è Iván Torres il Terribile, ex docente universitario, che in passato aveva rubato, con la complicità di altri due, un tesoro nazionale: la spada di 
Simónn Bolívar. Come risultato di questo movimento, i leader dell'M-19, Elisa e Alejandro, festeggiano facendo sesso nel campo di guerriglia.
Grazie a questo furto, il gruppo è diventato famoso in tutta la Colombia. Riescono quindi a rapire Marta Ochoa.
Murphy, intanto, si trasferisce a Bogotà, ma prima viene fermato all'aeroporto perché fornisca i suoi dati. In questo modo, i narcos, sin dal primo momento, riescono già a carpire tutte le informazioni utili del poliziotto. Murphy racconta come il suo nuovo collega, Peña, ha un metodo tutto suo per ottenere informazioni sui narcos: frequentare le loro stesse donne e pagare informatori. Attraverso Helena, una delle ragazze con cui Peña è andato a letto, si scopre che di lì a qualche giorno ci sarà una festa con annessa riunione dei narcos a Medellín. L'informazione è esatta: nell'hotel Las Margaritas fanno il loro ingresso tutte le personalità di spicco dei narcos, tra cui Carlos Ledher, i fratelli Ochoa, Fernando Galeano detto L'Uomo Lupo, Gacha, Gustavo e Pablo. La riunione ha soltanto lo scopo di formare quello che sarà chiamato il cartello di Medellín, l'unificazione della criminalità organizzata cittadina sotto il comando di Pablo Escobar. Il cartello avrebbe mirato ad addestrare soldati, comprare informazioni e, ovviamente, vendere droga.
Una delle prime azioni del cartello è il contrasto ai rapitori dell'M-19. Pablo promette di restituire Marta Ochoa alla sua famiglia, in cambio della piena fiducia di tutti i membri del cartello. Helena, la prostituta e informatrice di Peña, tarda a raggiungere Murphy per comunicare loro notizie sull'incontro tra Escobar e soci: la ragazza infatti è stata scoperta e viene continuamente violentata dagli scagnozzi di Gacha. I due poliziotti, Peña e Carrillo, scoprono dove si trova Helena e vanno in suo soccorso. Murphy raggiunge i due e capisce di essere stato escluso dall'operazione, ribadendo che anche lui fa parte della squadra. Intanto, Pablo dà un ultimatum al gruppo M-19: verrà risparmiata loro la vita se liberano Marta Ochoa. I rapitori spaventati lasciano andare la ragazza, ma Pablo non mantiene la parola, uccidendo 19 membri del M-19. Inizia ad affermarsi il mito dell'invincibilità di Pablo Escobar. Ivan Torres, leader dei M-19 ed ultimo sopravvissuto, si reca a casa di Escobar e lo prega di ucciderlo con la spada di Bolívar, ma non soltanto Pablo lo grazia, anzi lo recluta all'interno del proprio gruppo. L'episodio si conclude con i Murphy che, tornando a casa, si accorgono che qualcuno è entrato nel loro appartamento, impiccandogli il gatto, a cui la coppia era particolarmente affezionata.
- Guest star: Luis Guzmán (José Gonzalo Rodríguez Gacha), Juan Pablo Raba (Gustavo Gaviria), Juan Riedinger (Carlos Lehder), Ana de la Reguera (Elisa Alvaro), Danielle Kennedy (Ambasciatrice Noonan), Richard T. Jones (Agente della DEA), Adria Arjona (Helena), Rafael Cebrián (Alejandro Ayala), Jon Ecker ("Il Leone").

## Gli uomini di sempre
- Titolo originale: The Men of Always
- Scritto da: Dana Calvo
- Diretto da: Guillermo Navarro

### Trama
La DEA dispone di un enorme potenziale militare e tecnologico già manifestatosi in ritorsione alla morte dell'agente Kiki Camarena in Messico nell'1985 e divenuto un monito a tutti i Narcos, motivo per cui Murphy e Peña possono girare ed effettuare indagini in autonomia e relativa tranquillità, ma sottostando alla giustizia colombiana. Pablo Escobar, approfittando di alcune sue conoscenze cerca di entrare in politica, con la speranza di diventare prima o poi presidente della Colombia. Ad un convegno pubblico, Escobar assieme a sua moglie Tata promette ai cittadini di voler continuare a far del bene al popolo, avendo già distribuito precedentemente soldi alla gente. Tuttavia gli agenti DEA Steve Murphy e Javier Peña cercano in ogni modo di trovare delle prove contro il narcos, partendo proprio dall'uccisione del gatto di Connie. Infatti, dopo aver interrogato i due impiegati dell'aeroporto che avevano fornito i dati personali di Murphy ad un uomo chiamato Poison, si scopre che lo stesso Poison lavora per Escobar e si sta recando a Bogotà, ma il motivo è ignoto. Si sa solo che trasporta 3 milioni di dollari. L'auto con dentro Poison non arriverà mai a Bogotà, perché un informatore fa una soffiata e riferisce a Pablo che gli agenti della DEA sono pronti a perquisire e fermare l'auto. Quindi Escobar chiama Poison e gli ordina di fare marcia indietro.
Intanto, la moglie di Escobar dà alla luce una bambina. Le elezioni vengono vinte da Jairo Ortega, che il giorno stesso si dimette e cede il suo posto al Congresso a Pablo. Durante la prima sessione del Congresso, il ministro della giustizia Rodrigo Lara Bonilla mostra davanti a Escobar e a tutti gli altri politici le prove (consegnategli dagli agenti DEA) della sua implicazione nel traffico della droga, inclusa una foto segnaletica già apparsa nel primo episodio. Costretto alle dimissioni, Escobar medita la sua vendetta, iniziando a ordinare omicidi, a partire da quello dello stesso ministro Lara. Nel frattempo, Connie Murphy inizia a lavorare come infermiera in un istituto della Chiesa liberale colombiana dove lavora anche Elisa Alvaro.
- Guest star: Luis Guzmán (José Gonzalo Rodríguez Gacha), Juan Pablo Raba (Gustavo Gaviria), Juan Riedinger (Carlos Lehder), Adan Canto (Rodrigo Lara Bonilla), Ana de la Reguera (Elisa Alvaro), Danielle Kennedy (Ambasciatrice Noonan).

## Il palazzo in fiamme
- Titolo originale: The Palace in Flames
- Scritto da: Chris Brancato
- Diretto da: Guillermo Navarro

### Trama
L'omicidio del ministro della giustizia Lara è stato sconvolgente per l'opinione pubblica e la politica sul tema del narcotraffico, ed il congresso nazionale approva l'ordine di 
estradizione per i narcos, che dovranno quindi scontare la pena nelle durissime carceri statunitensi, perdendo ogni potere e rimanendo isolati dai loro contatti. La criminalità organizzata, unita nel cartello di Medellin, reagisce e crea un'altra organizzazione per combattere la detenzione negli Stati Uniti, "Gli Estradabili". Galán, politico e candidato alla presidenza, riceve una lettera di minaccia da Pablo, che gli intima di non appoggiare la legge sull'estradizione. Pablo invia lettere minatorie a vari giudici, cercando di portarli dalla sua parte. Molti giudici coraggiosi non si piegano alla volontà di Escobar, ma vengono tutti brutalmente uccisi.
Negli USA, il governo decide di declassare la lotta al narcotraffico per concentrarsi sulla lotta al comunismo, di fatto legando le mani a Murphy e Peña. I due, nonostante gli intoppi, conducono indagini parallele insieme a Carrillo, colonnello militare loro amico, che con la tortura estorce la posizione di Escobar. Il capoclan riceve una soffiata sul loro arrivo e scappa via in tempo insieme alla famiglia ed al fidato cugino, bruciando documenti scottanti. Murphy, rovistando tra le ceneri, trova un indirizzo che porta la polizia ad arrestare Barbanera, il fidato contabile di Pablo. Vengono trovati registri nei quali il contabile segnava l'immensa fortuna e ricchezza dei narcos, arrivata alla cifra astronomica di circa 60 milioni di dollari americani al giorno. I documenti vengono sequestrati e custoditi in una stanza del palazzo di Giustizia.
Attraverso una spia, i due agenti scoprono un collegamento tra la guerriglia comunista e Pablo; infatti, Escobar si serviva di loro per trasportare la cocaina dalla Colombia agli Stati Uniti, facendo scalo nel Nicaragua dei sandinisti. La spia viene uccisa dagli uomini di Escobar e il governo statunitense cambia nuovamente scopo, dichiarando guerra al narcotraffico. La potente DEA inizia a smantellare i laboratori di droga sparsi per la Colombia, fino ad arrivare al più grande di Medellín, gestito da Carlos Lehder, che viene arrestato ed estradato negli Stati Uniti, dove una corte federale lo condanna all'ergastolo. Nel frattempo, per vendicarsi e cancellare le prove su di lui, Escobar crea un'alleanza con l'M-19, offrendogli, oltre a due milioni di dollari, anche pesanti armamenti (fra cui addirittura elicotteri e carri armati "comprati" da elementi corrotti dell'esercito) per effettuare una spettacolare azione d'assalto al Palazzo di Giustizia. Durante l'attacco rimangono uccisi la metà dei giudici e vari membri del M-19; inoltre viene distrutta la stanza che conteneva 600.000 pagine di prove contro Pablo Escobar. Ormai senza più prove, la DEA resta a mani vuote. Escobar raggiunge il leader del M-19 e, dopo averlo apparentemente rassicurato, lo fa uccidere, assieme ai suoi uomini. Murphy e Peña, però, dalla loro hanno Elisa Alvaro, infermiera collega di Connie Murphy ed in segreto membro dell'M-19, che, saputo dell'accordo tra i compagni ed Escobar, informa Connie.
- Guest star: Luis Guzmán (José Gonzalo Rodríguez Gacha), Juan Pablo Raba (Gustavo Gaviria), Juan Riedinger (Carlos Lehder), Ana de la Reguera (Elisa Alvaro), Patrick St. Esprit (Maggiore Wysession), Danielle Kennedy (Ambasciatrice Noonan), Richard T. Jones (Agente della DEA), Dylan Bruno (Barry Seal/Ellis McPickle).

## Ci sarà un futuro
- Titolo originale: There Will Be a Future
- Scritto da: Dana Ledoux Miller
- Diretto da: Andrés Baiz

### Trama
Il 18 Agosto 1989 Luis Carlos Galán rimane ucciso in un attentato, mentre partecipava ad un convegno pubblico.César Gaviria suo amico e direttore della campagna elettorale, decide quindi di candidarsi come Presidente della Colombia, per portare avanti la lotta contro i narcos. Intanto, Escobar e i suoi soci si sono trasferiti a Panama, in attesa che il governo colombiano accetti un'amnistia, cosa che non succede. Nonostante ciò, fanno ritorno in Colombia in semi-latitanza poiché Pablo si dichiara pronto a combattere contro il governo. Gli Ochoa, però, sono sempre più sospetti nei confronti di Pablo e sono intenzionati a mettersi in proprio. Gaviria riceve una lettera minatoria da parte di Escobar, ma niente e nessuno sembra distoglierlo dalle sue idee. Escobar ordina un omicidio dietro l'altro. Carrillo è sull'orlo delle dimissioni, perché si rende conto di essere quasi impotente a fermare la guerra iniziata da Pablo. Ma i suoi superiori lo convincono a restare e, per farlo, gli mettono a disposizione una squadra di "uomini incorruttibili".
Durante l'episodio, si viene a conoscenza del fatto che Navegante, uomo a servizio di Gacha, sia un informatore di Peña. Nel frattempo, Javier Peña cerca di nascondere e proteggere Elisa, sua informatrice e membro pentito del M-19 (a seguito dell'attacco al palazzo di Giustizia), cui gli ufficiali statunitensi stanno dando la caccia perché comunista. Dopo aver torturato Padre Sobrino, altro membro degli M-19, la polizia colombiana scopre che Elisa è nascosta da Connie, la moglie dell'agente Murphy. Mentre si trova fuori con la moglie, Carrillo è vittima di un conflitto a fuoco, dove scampa fortunosamente. Questo evento sonvolge Gaviria, mettendolo di fronte alla realtà dei fatti: Escobar è solo all'inizio e non si fermerà. Nel convegno che egli tiene, però, ribadisce con forza la sua politica in favore dell'estradizione e questo non farà altro che suscitare ancor di più l'ira di Pablo. Da un telefono pubblico, Carrillo telefona a Pablo per deriderlo ed intimidirlo.
- Guest star: Luis Guzmán (José Gonzalo Rodríguez Gacha), Juan Pablo Raba (Gustavo Gaviria), Ana de la Reguera (Elisa Alvaro), Patrick St. Esprit (Maggiore Wysession), Richard T. Jones (Agente della DEA), Danielle Kennedy (Ambasciatrice Noonan), Gabriela de la Garza (Diana Turbay).

## Esplosivi
- Titolo originale: Explosivos
- Scritto da: Andrew Black
- Diretto da: Andrés Baiz

### Trama
L'episodio si apre con Poison che, ad un posto di blocco, uccide due agenti di polizia con un mitra. Gli omicidi vengono riferiti a Pablo che li segna in un registro, annotando anche la corrispettiva ricompensa da dare al sicario. Si intuisce, dunque, che i narcos hanno come obbiettivo quello di eliminare quanti più poliziotti possibili: avvengono oltre 200 omicidi di soli agenti. Nel frattempo, Murphy e la moglie si occupano di Elisa, la ragazza appartenente agli M-19. Una volta salito in macchina, Murphy si accorge che la CIA ha posizionato sul cruscotto un microfono per spiarlo. Per depistare gli agenti, si mette alla guida da solo e fa finta invece di essere con la moglie ed Elisa. Gli agenti lo fermano, ma non trovano nessun altro a parte lui, mentre le due donne sono già lontane dirette a Popayana.
Il candidato alla presidenza César Gaviria, favorevole all'estradizione dei Narcos negli Stati Uniti, è preso di mira dagli assassini di Escobar. Il piano è di ucciderlo facendo esplodere l'aereo di linea Avianca volo 203, diretto a Cali, su cui l'uomo dovrebbe trovarsi per un viaggio di lavoro; per fare ciò Escobar inganna un ragazzo diventato padre da poco, dicendogli che dovrà solo registrare una conversazione (mentre in realtà, la bomba è nascosta proprio nella carcassa del registratore) in cambio di un lauto compenso, che gli sarà utile per crescere suo figlio. Gaviria viene salvato dagli agenti DEA in extremis mentre si trova in aeroporto, chiedendogli di non salire sull'aereo. Murphy, infatti, aveva capito sin da subito che Escobar, ingaggiando un costruttore di esplosivi dell'ETA detto "lo Spagnolo", avrebbe ordito un piano per uccidere Gaviria. L'aereo viene fatto esplodere il 27 Novembre 1989, uccidendo 107 persone che si trovavano a bordo. Nel frattempo, la DEA riesce a scovare   José Gonzalo Rodríguez Gacha, uno dei principali associati di Escobar, che se la spassa insieme al figlio Freddy a Cartagena. Il 15 Dicembre 1989 la polizia trova Gacha a Tolu da dove tenta di fuggire col suo pick-up, ma viene fermato da Peña che, a bordo di un elicottero, fa uccidere brutalmente Gacha con una mitragliatrice.
- Guest star: Luis Guzmán (José Gonzalo Rodríguez Gacha), Juan Pablo Raba (Gustavo Gaviria), Ana de la Reguera (Elisa Alvaro), Danielle Kennedy (Ambasciatrice Noonan), Patrick St. Esprit (Maggiore Wysession), Richard T. Jones (Agente della DEA).

## Piangerai lacrime di sangue
- Titolo originale: You Will Cry Tears of Blood
- Scritto da: Dana Calvo e Zach Calìg
- Diretto da: Fernando Coimbra

### Trama
La notizia dell'esplosione dell'aereo si è ormai diffusa in tutto il mondo, attraverso i telegiornali dei vari Paesi. Gli agenti della DEA interrogano la fidanzata di Jamie, il ragazzo che, inconsapevolmente, aveva fatto innescare la bomba a bordo dell'aereo. La giovane si rifiuta di ammettere alcunché, per paura di subire ritorsioni, ma verrà comunque uccisa da Poison, il sicario fidato di Pablo. La bambina, figlia della ragazza uccisa, viene presa in custodia da Murphy che la porta a casa propria, adottandola. Intanto, Escobar lascia, momentaneamente, la sua famiglia, perché per lui è più sicuro nascondersi. Alle elezioni presidenziali, Cesar Gaviria viene eletto presidente della Colombia: vorrebbe assicurare alla giustizia Escobar, ma senza l'aiuto della DEA e della CIA. La reazione alla caccia di Escobar innesca una serie di attentati terroristici che causano instabilità, vittime innocenti e terrore nella popolazione.
Gli affari di Pablo non vanno molto bene; infatti il Cartello di Cali è in piena concorrenza con quello di Medellín per la vendita di droga negli Stati Uniti, ma non si riesce a trovare un accordo tra Escobar e Pacho Herrera, uno dei leader di Cali. I narcos decidono di portare avanti una strategia che permetta loro di seminare ovunque e tra la gente paura e terrore, al punto da smuovere le coscienze dei politici. Per farlo, vengono rapiti alcuni membri tra le famiglie più influenti del Paese, che vengono uccisi man mano che il Governo non accetta le condizioni di Escobar. Gaviria, infatti, non intende piegarsi alla volontà di Pablo e rifiuta ogni negoziazione con lui. Viene rapita la signorina Turbay, giornalista e figlia dell'ex presidente colombiano, che viene utilizzata da Escobar come strumento di propaganda. Attraverso la Turbay, arriva al presidente Gaviria forte e chiaro il messaggio di Pablo: è pronto a negoziare. Il presidente, alla fine, in seguito anche alle minacce del dottor Turbay, cede alla negoziazione e autorizza la polizia americana a collaborare. Peña e Murphy stanno col fiato sul collo sugli uomini di Pablo e, durante una retata, si lasciano sfuggire Poison e il suo aiutante.
- Guest star: Juan Pablo Raba (Gustavo Gaviria), Alberto Ammann (Helmer "Pacho" Herrera), Gabriela de la Garza (Diana Turbay), Patrick St. Esprit (Maggiore Wysession), Danielle Kennedy (Ambasciatrice Noonan), Richard T. Jones (Agente della DEA).

## La grande menzogna
- Titolo originale: La Gran Mentira
- Scritto da: Allison Abner
- Diretto da: Fernando Coimbra

### Trama
Escobar sfugge di nuovo al Blocco di Ricerca, capitanato dal colonnello Carrillo. Intanto, a casa Murphy la tensione è alle stelle, in seguito all'arrivo della bambina scampata al massacro dei narcos, che ormai è a carico di Steve e Connie. Nel frattempo, Escobar fa registrare un altro videomessaggio alla giornalista Turbay, in cui viene detto di continuare la negoziazione e di escludere la polizia americana dalle operazioni governative, altrimenti tutti gli ostaggi saranno uccisi. Le trattative di Pablo sono quelle di indire un referendum per abolire l'estradizione, la costruzione di un carcere sorvegliato esclusivamente dalle sue guardie e, in cambio di tutto ciò, la "semplice" registrazione nella fedina penale di un solo reato al minimo della pena. Gaviria non si piega ancora alle volontà di Pablo e continua a prendere tempo, sperando di poterlo catturare prima. Il 25 gennaio 1991 Il Blocco di Ricerca fa incursione nel luogo dove si trova la Turbay e, durante la sparatoria, accidentalmente la uccidono. Questo episodio di fuoco amico fa capitolare Gaviria che cede alle condizioni di Escobar; il Congresso vota per abolire l'estradizione, si avvia la costruzione del carcere progettato da Pablo ed egli stesso si costituisce alla giustizia con un solo capo di accusa. Il Blocco di Ricerca viene sciolto e la polizia, alla quale viene sospesa qualunque operazione, deve mantenersi a distanza di almeno tre chilometri dal carcere di Escobar.
Intanto, Pablo porta a termine la sua relazione extraconiugale con la giornalista Valeria Velez, che desidererebbe essere più che un'amante, ma non ci sono i presupposti perché questo possa accadere. Pablo si riunisce alla sua famiglia e, durante una notte, viene fatta esplodere nel suo palazzo una bomba che causerà morti innocenti. La figlioletta Manuela perde l'udito da un orecchio. Gli Ochoa vengono a conoscenza della relazione tra la loro sorella Marina e Gustavo, il cugino e socio di Pablo. Decidono di mettersi in affari con Pacho, leader del cartello di Cali e, portando avanti il piano per far cadere Escobar, si costituiscono alla polizia. Vengono incriminati per traffico illegale di tori dalla Spagna e vengono condannati ai domiciliari, in cambio della loro collaborazione: usando Marina come esca, permettono alla polizia di arrestare Gustavo.
Il colonnello Carrillo chiede a Gustavo di consegnargli Pablo e in cambio avrà salva la vita. Al suo rifiuto, permette alle guardie di pestarlo a sangue. Gustavo, nonostante il pestaggio, si rifiuta di collaborare, così viene ucciso di botte. La notizia della morte del cugino sconvolge Pablo che non può partecipare ai funerali, perché ancora in fuga dalle autorità.
Escobar viene a sapere da Valeria Velez del tradimento degli Ochoa con Pacho e per questo ordina ai suoi uomini di dargli un piccolo avvertimento. Mentre si svolgono i funerali di Gustavo, il Congresso abolisce l'estradizione e Pablo si dirige verso il suo carcere.
L'episodio si chiude con la scena con la quale si apre la prima puntata della serie: Murphy ottiene una soffiata sulla posizione di Poison e dei suoi scagnozzi e la riferisce a Carrillo, invece che a Peña. Il colonnello e i suoi uomini raggiungono così La Dispensaria, sparando a tutti i presenti.
- Guest star: Juan Pablo Raba (Gustavo Gaviria), Alberto Ammann (Helmer "Pacho" Herrera), Gabriela de la Garza (Diana Turbay), Patrick St. Esprit (Maggiore Wysession), Danielle Kennedy (Ambasciatrice Noonan), Richard T. Jones (Agente della DEA).

## La Catedral
- Titolo originale: La Catedral
- Scritto da: Chris Brancato e Nick Schenk
- Diretto da: Andrés Baiz

### Trama
La vita all'interno del carcere "La Catedral" procede tranquilla grazie ai numerosi comfort (roulette, video lotteria, prostitute, aragoste fresche, ecc.) che arrivano dall'esterno grazie al camion delle consegne. Gli agenti Murphy e Peña installano delle microcamere del cassone del camion e scattano numerose foto che sarebbero più che sufficienti per incastrare Pablo Escobar. Una volta consegnate queste foto al presidente Gaviria, quest'ultimo decide di non divulgarle e di farle sparire per mantenere la pace che era appena tornata a regnare in Colombia.
Carrillo, una volta sciolto il Blocco di Ricerca, viene trasferito in Spagna, perché ormai il suo compito in Colombia è finito. Pablo decide di negoziare con Pacho, il rappresentante del cartello di Cali, sulla questione di Los Angeles e per farlo manda i suoi rappresentanti Moncada e Galeano. I tre si accordano per 10 milioni di dollari, ma Pablo ne pretende trenta. Uno degli uomini di Escobar lo avverte che un contadino ha trovato del denaro nascosto nel suo terreno, denaro che sarebbe equivalente alla vendita di 250 kg di droga, ovvero la quantità che Moncada e Galeano avevano precedentemente denunciato come sottratta dalla DEA. Dopo un'accesa discussione fra i tre le cose sembrano essersi chiarite, ma infine, mentre i due si recano al camion per andarsene, Pablo in preda alla rabbia e convinto che lo stessero fregando, afferra la stecca da biliardo con cui uno dei suoi uomini stava giocando e massacra Galeano, mentre Moncada viene tenuto fermo ed ucciso da due suoi uomini. I resti vengono infine fatti a pezzi e bruciati in un altoforno. Murphy e Peña vengono informati da Navegante della morte dei due soci di Escobar e, con le foto in mano che provano che i due narcos sono entrati nella Catedral, ma non ne sono più usciti, si recano da un giornalista affinché le renda pubbliche.
- Guest star: Alberto Ammann (Helmer "Pacho" Herrera), Patrick St. Esprit (Maggiore Wysession), Danielle Kennedy (Ambasciatrice Noonan), Richard T. Jones (Agente della DEA).

## Decollo
- Titolo originale: Despegue
- Scritto da: Chris Brancato e Nick Schenk
- Diretto da: Andrés Baiz

### Trama
Il governo, in seguito al lusso e allo sfarzo presenti nella Catedral, decide di indagare più a fondo. L'ambasciatrice americana, saputo che sotto a quello che è successo c'è lo zampino di Peña e Murphy, decide di sospendere i due agenti, togliendo loro l'incarico. Il presidente Gaviria ingaggia l'esercito per sorvegliare la prigione di Escobar; il suo scopo è quello di ingannare Pablo per farlo trasferire in una vera prigione a Bogotà, facendogli credere di voler proteggerlo da eventuali nemici esterni. Il viceministro della giustizia, Eduardo Sandoval, entra dentro la struttura per parlare personalmente con Pablo, ma Escobar rifiuta l'offerta e lo costringe a rimanere alla Catedral fino a quando il presidente Gaviria non avrà acconsentito di smantellare l'esercito attorno al perimetro del carcere. Gaviria non accetta nessun tipo di negoziazione e manda le forze speciali alla Catedral, pur sapendo che in un eventuale scontro Eduardo potrebbe rimanere ucciso.
Nel frattempo, Peña cerca di indagare sul rapimento del suo collega Murphy, sequestrato sulla porta di casa sua da Navegante e i suoi uomini. Entrando nell'ufficio dell'ambasciatrice, si trova davanti Steve che è stato liberato. Il suo è stato solo un rapimento simulato, poiché era stato prelevato con lo scopo di essere condotto da Pacho, il quale gli riferisce di sapere della retata a La Dispensaria e di come sia lui che Peña abbiano nascosto il fatto. Murphy è consapevole che all'interno della squadra ci sia una talpa, ma ancora non sa chi possa essere. Intanto, le forze speciali fanno irruzione nella Catedral, liberano Eduardo, ma Pablo e i suoi uomini, attraverso un tunnel sotto la prigione, riescono a farla franca. Alla fine dell'episodio, si vede Peña seduto al tavolo di un bar che attende Navegante; si intuisce che dietro allo pseudo rapimento di Murphy ci sia stato il suo ordine.
- Guest star: Alberto Ammann (Helmer "Pacho" Herrera), Patrick St. Esprit (Maggiore Wysession), Danielle Kennedy (Ambasciatrice Noonan), Richard T. Jones (Agente della DEA).